# Земельное право России
Земе́льное пра́во России — отрасль права Российской Федерации, регулирующая общественные отношения в области реализации права собственности и иных вещных прав на землю, а также её межевания, особенностей гражданского оборота земли, ограничения по пользованию землёй как уникальным природным объектом, а также деятельность государственных органов по обеспечению рационального использования земли и её охраны.

## Предмет земельного права
Земельное право представляет собой отрасль права, регулирующую общественные отношения, связанные с предоставлением, использованием и охраной земельных участков.
Земельные участки в настоящее время имеют две основные характеристики:
- земельные участки как объекты недвижимого имущества, выступающие в качестве объектов гражданских прав и обязанностей, включенные в гражданский оборот;
- земельные участки как природные объекты, которые описаны человеком как объекты прав, но в то же время которым свойственны такие характеристики, как нерукотворность, неперемещаемость, неэластичность, которые выделяют земельные участки из стандартного перечня объектов недвижимого имущества.

Отношения, регулируемые земельным законодательством, подразделяются на три группы.
1. Отношения по предоставлению земельных участков. Несмотря на реформирование земельных отношений в течение последних двадцати лет, большинство земельных участков по-прежнему находится в государственной собственности. Следовательно, современное земельное право уделяет большое внимание процедуре передачи земельных участков частным землепользователям в собственность или аренду. При этом отношения предоставления не свойственны реализации вещных прав на недвижимое имущество. Наоборот, деятельность по предоставлению носит характер реализации государственной земельной политики, зачастую в ущерб сиюминутным экономическим интересам. Так, возможность льготного выкупа земельных участков собственниками объектов недвижимости существенно снижает объем средств, поступающих в соответствующие бюджеты. Однако это приводит к созданию большой группы собственников земельных участков, которые приобретают возможность привлечения средств под залог недвижимости, в том числе и земельных участков, тем самым создавая на перспективу новые возможности для кредитного и банковского развития.
2. Отношения по использованию земельных участков, в свою очередь, подразделяются на отношения по использованию земельных участков в качестве средства производства и отношения по использованию участков для строительства. В силу своих природных свойств земельные участки могут как быть застроены, то есть использоваться как операционный базис для размещения зданий, сооружений, так и использоваться для выращивания сельскохозяйственной продукции, лесных насаждений и др. В настоящее время доходность использования земельных участков для строительства в десятки раз выше, чем использования земельных участков в качестве средства производства. Соответственно, законодатель устанавливает возможность застройки только для участков, которые непригодны для производства сельскохозяйственной или лесохозяйственной продукции в силу отсутствия плодородия.
3. Охрана земельных участков предполагает защиту земельных участков от двух видов негативного воздействия: антропогенного и природного. Земельные участки, являясь природными объектами, подвержены естественным негативным процессам. В то же время, будучи активно включенными в хозяйственную деятельность, земельные участки сильно зависят от негативного воздействия как в процессе, так и в результате хозяйственной деятельности человека.
В целом земельные отношения как предмет земельного права являются отношениями сложными, комплексными, при этом регулирование их осуществляется нормами как земельного, так и гражданского, административного, экологического и иных отраслей законодательства.

## Метод земельного права
Метод земельного права — это совокупность юридических приемов и способов воздействия на участников земельных отношений.
Методы земельного права:
- императивный;
- диспозитивный (который выражается в рекомендательном, санкционирующем и делегирующим видах).

## Принципы земельного права
Современная наука земельного права под принципами земельного права понимает основополагающие начала, на которых базируется правовое регулирование земельных отношений.
В теории права принято деление правовых принципов по сфере (масштабу) действия на общеправовые, межотраслевые и отраслевые.
Общеправовые принципы, действие которых в том числе распространяется и на земельные отношения, закреплены в Конституции РФ. Необходимо выделить следующие конституционные положения, которые являются основой для земельных правоотношений:
1. конституционные положения, устанавливающие основы правового режима земли как природного объекта и природного ресурса (ч. ч. 1, 2 ст. 9 и ч. 2 ст. 8 Конституции РФ);
2. конституционные положения, устанавливающие право граждан на землю (ч. ч. 1, 2 ст. 36, ч. ч. 1, 3, 4 ст. 35);
3. конституционные положения, устанавливающие предметы ведения Российской Федерации и субъектов Российской Федерации в сфере регулирования земельных отношений (п. «д» ст. 71, п. п. «в», «д», «к» ч. 1 ст. 72, ч. ч. 2, 5 ст. 76, п. «г» ч. 1 ст. 114 Конституции РФ).

Межотраслевые принципы распространяют своё действие на две и более отрасли права, преимущественно смежные. Земельное право является комплексной отраслью права, сочетающей в себе публично-правовые и частноправовые начала и наиболее тесно соприкасающейся с гражданским и административным правом. В связи с этим следует выделить две наиболее существенные группы межотраслевых принципов:
1. принципы, определяющие основы землепользования;
2. принципы, определяющие основы управления и охраны земель.

Отраслевые принципы являются базисом при регулировании исключительно земельных отношений. На основе отраслевых принципов создаются и реализуются правовые нормы только земельного права.

## Особенности реализации отраслевых принципов земельного права
В современном земельном праве в условиях продолжающихся процессов реорганизации земельных отношений в обществе правовые принципы сформулированы предельно конкретно и четко. Однако их перечень не является исчерпывающим. Статья первая Земельного кодекса (далее — ЗК РФ) формулирует следующие основные принципы.
 1) Учет значения земли как основы жизни и деятельности человека.
Согласно указанному принципу регулирование земельных отношений осуществляется исходя из представлений о земле:
- как о природном объекте, охраняемом в качестве важнейшей составной части природы, природном ресурсе, используемом в качестве средства производства в сельском и лесном хозяйстве и основы осуществления хозяйственной и иной деятельности на территории РФ;
- одновременно как о недвижимом имуществе, об объекте права собственности и иных прав на землю.

Значение основы жизни и деятельности российского общества придает земле и другим природным ресурсам Конституция Российской Федерации (ст. 9).
Поэтому ЗК РФ и иные нормативные акты, устанавливая нормы и требования рационального использования и охраны земли, учитывают её особенности как природного объекта, составной части природы, природного ресурса.
Предусматривая общие для всех обладателей земли (собственников, землепользователей, землевладельцев, арендаторов) права и обязанности по использованию земельных участков, ЗК РФ формулирует соответствующие статьи таким образом, чтобы в их содержании присутствовали нормы о соблюдении экологических, строительных, санитарно-гигиенических и иных специальных требований (пп. 3 п. 1 ст. 40 ЗК РФ), чтобы использование земель любой категории осуществлялось способами, которые не должны наносить вред окружающей среде (п. 1 ст. 42 ЗК РФ), чтобы проводились целенаправленные мероприятия по охране земель как природного объекта (п. 4 ст. 42 ЗК РФ). Так, например, реализация проектов застройки земельных участков без соблюдения природоохранных требований не соответствует данному принципу.
2) Приоритет охраны земли как важнейшего компонента окружающей среды и средства производства в сельском хозяйстве и лесном хозяйстве перед использованием земли в качестве недвижимого имущества.
Провозглашая как принцип земельного законодательства приоритет охраны земли, законодатель имеет в виду необходимое ограничение хозяйственной свободы собственников земельных участков в целях охраны окружающей среды. Это означает, что каждый обладатель земли (собственник, землепользователь, землевладелец, арендатор), организуя свою хозяйственную деятельность на земле, должен прежде всего предусмотреть конкретные эффективные меры по её охране. Эти меры могут быть разными, так как они устанавливаются в соответствии с особенностями категорий земель и той или иной хозяйственной деятельности, находя отражение в соответствующих статьях ЗК РФ.
3) Приоритет охраны жизни и здоровья человека.
Принцип приоритета охраны жизни и здоровья человека при любой хозяйственной деятельности, связанной с использованием и охраной земель, логично вытекает из первого и второго принципов. Но если соблюдение первых двух принципов косвенно содействует охране жизни и здоровья людей, то третий принцип указывает на необходимость принятия таких специальных решений и выполнения таких действий, которые прямо и непосредственно позволили бы обеспечить сохранение жизни человека или предотвратить вредное воздействие на его здоровье при использовании земли. Гарантией соблюдения названного принципа служит обращенная ко всем землепользователям обязанность нести необходимые затраты для достижения целей данного принципа, даже если эти затраты окажутся существенными.
Данный правовой принцип отражает в земельном законодательстве конституционные принципы охраны и защиты жизни и здоровья людей (ст. ст. 7, 41, 42, 55, 74 Конституции РФ). Реализация данного принципа обеспечивается нормативными правовыми актами как земельного законодательства, так и других отраслей права. Помимо ст. ст. 42, 43, 60 — 63, 71 — 76 ЗК РФ, к ним следует отнести Федеральные законы «Об охране окружающей среды», «О радиационной безопасности населения», «О безопасном обращении с пестицидами и агрохимикатами» и др.
4) Участие граждан, общественных организаций (объединений) и религиозных организаций в решении вопросов, касающихся их прав на землю.
Согласно данному принципу граждане РФ, общественные организации (объединения) и религиозные организации имеют право принимать участие в подготовке решений, которые могут в дальнейшем оказать воздействие на состояние земель. В свою очередь, публичные органы обязаны обеспечить возможность такого участия в порядке и в формах, которые установлены законодательством.
По существу, данным принципом граждане и общественные организации причисляются к непосредственным участникам отношений в области управления земельными ресурсами. В соответствии с этим принципом гражданам и общественным организациям предоставляется право принимать участие в разработке и принятии административных актов, затрагивающих их интересы в отношении принадлежащих им земельных участков, — с одной стороны, а органам государственной власти и органам местного самоуправления вменяется в обязанность обеспечивать возможность участия населения в подготовке и принятии решений о выборе и принятии таких актов — с другой.
Примером реализации данного принципа в земельном законодательстве является ст. 31 ЗК РФ, устанавливающая гарантии участия населения в принятии решений о предоставлении земельных участков для целей строительства. Пункт 2 ст. 23 ЗК РФ также предусматривает возможность установления публичного сервитута с учетом результатов публичных слушаний.
Дополнительной гарантией реализации данного принципа является право граждан и общественных организаций на осуществление общественного земельного контроля за соблюдением установленного порядка подготовки и принятия органами власти решений, затрагивающих их права и законные интересы.
5) Единство судьбы земельных участков и прочно связанных с ними объектов.
Согласно данному принципу все прочно связанные с земельными участками объекты следуют судьбе земельных участков, за исключением случаев, установленных федеральными законами.
Рассматриваемый принцип повторяет общеизвестное положение: принадлежность следует судьбе главной вещи. В данном случае земельный участок рассматривается как главная вещь, а все, что прочно связано с ним (здания, сооружения и т. д.), является его принадлежностью.
Этим принципом земельный участок фактически объединяется в одну сложную вещь (земельно-имущественный комплекс) с другими объектами недвижимости, которые прочно связаны с земельным участком. Тем самым устанавливается, что в таком качестве эти объекты, составляющие единый земельно-имущественный комплекс, и должны участвовать в гражданском обороте.
В целях реализации данного принципа в п. 4 ст. 35 ЗК РФ были включены специальные правовые нормы, меняющие содержание ст. 273 ГК РФ. Более подробно об этом см. соответствующий параграф учебника, рассматривающий особенности приобретения прав на земельные участки под объектами недвижимости.
6) Приоритет сохранения особо ценных земель и земель особо охраняемых территорий.
Реализация этого принципа заключается в том, что изменение целевого назначения ценных земель сельскохозяйственного назначения, земель, занятых защитными лесами, земель особо охраняемых природных территорий и объектов, земель, занятых объектами культурного наследия, других особо ценных земель и земель особо охраняемых территорий для иных целей ограничивается или запрещается.
Однако, установление этого принципа не должно толковаться как отрицание или умаление значения земель других категорий.
7) Платность использования земли.
Любое использование земли в России осуществляется за плату, за исключением случаев, установленных федеральными законами и законами субъектов Российской Федерации. Более подробно данный принцип будет рассмотрен в главе, посвященной экономическому механизму регулирования земельных правоотношений.
8) Деление земель по целевому назначению на категории и дифференцированный подход к установлению правового режима земель.
Правовой режим земель в России определяется исходя из их принадлежности к той или иной категории и разрешенного использования в соответствии с зонированием территорий и требованиями законодательства. Принадлежность земель к той или иной категории предопределяет основное их целевое назначение и соответствующий правовой режим использования (с учетом зонирования и разрешенного использования). При определении правового режима земель должны учитываться природные, социальные, экономические и иные факторы. Более подробно данный принцип будет рассмотрен в главе, посвященной правовому режиму земельных участков.
9) Разграничение государственной собственности на землю на собственность Российской Федерации, собственность субъектов Российской Федерации и собственность муниципальных образований.
Несмотря на отмену с 1 июля 2006 г. Федерального закона от 17 июля 2001 г. N 101-ФЗ «О разграничении государственной собственности на землю», который специально регулировал процедуру отнесения земельных участков к федеральной, региональной и муниципальной собственности, необходимость разграничения сохранилась. Более подробно данная процедура рассмотрена в главе, посвященной праву собственности на землю.
10) Сочетание интересов общества и законных интересов граждан.
Данный принцип предусматривает, что регулирование использования и охраны земель осуществляется в интересах всего общества при обеспечении гарантий каждого гражданина на свободное владение, пользование и распоряжение принадлежащим ему земельным участком. Рассматриваемый принцип является межотраслевым и обеспечивает баланс публичных и частных интересов, который реализуется в нормах земельного, экологического и иных отраслей права.
Примером реализации данного принципа является установление в земельном законодательстве процедуры принудительного отчуждения (изъятия) земельного участка для государственных или муниципальных нужд, а также ограничения прав собственников земельных участков путём установления публичных сервитутов.
11) Разграничение действия норм гражданского законодательства и норм земельного законодательства в части регулирования отношений по использованию земель.
В пункте 3 ст. 3 ЗК РФ установлен приоритет земельного законодательства перед гражданским при регулировании имущественных отношений по владению, пользованию и распоряжению земельными участками, а также по совершению сделок с ними. Таким образом, суть разграничения состоит в том, что гражданское законодательство содержит общие нормы регулирования имущественных земельных отношений, а земельное — специальные. Поэтому если конкретное земельное правоотношение урегулировано специальной нормой, содержащейся в ЗК РФ или другом земельном правовом акте, то общая норма гражданского законодательства РФ не применяется.
Перечень принципов, содержащихся в ст. 1 ЗК РФ, не является исчерпывающим. Ряд иных принципов закреплен как в иных статьях ЗК РФ, так и в других федеральных законах, составляющих систему земельного законодательства РФ. В качестве примера иных принципов можно привести:
- принцип сохранения целевого использования земельных участков;
- принцип единства технологии ведения государственного кадастра недвижимости на всей территории РФ;
- принцип преимущественного права субъекта РФ на покупку земельного участка из земель сельскохозяйственного назначения при его продаже.

## Целевое назначение
Земли в Российской Федерации по целевому назначению подразделяются на следующие категории
- земли сельскохозяйственного назначения;
- земли населенных пунктов;

- земли промышленности, энергетики, транспорта, связи, радиовещания, телевидения, информатики, земли для обеспечения космической деятельности, земли обороны, безопасности и земли иного специального назначения;
- земли особо охраняемых территорий и объектов;
- земли лесного фонда;
- земли водного фонда;
- земли запаса.

Правовой режим земель определяется исходя из их принадлежности к той или иной категории и разрешенного использования в соответствии с зонированием территорий, общие принципы и порядок проведения которого устанавливаются федеральными законами и требованиями специальных федеральных законов.

## Земельные отношения
1. В процессе приобретения, хозяйственного использования и охраны земельных участков между органами исполнительной власти, с одной стороны, и гражданами и юридическими лицами — с другой, а также между гражданами и юридическими лицами возникают различные отношения. Будучи урегулированными нормами земельного права, то есть признанными соответствующими требованиям закона, эти отношения становятся земельными правоотношениями.
Земельные правоотношения, как и любые другие правоотношения, включают в себя следующие элементы: норму права, субъект правоотношения, объект правоотношения и содержание правоотношения.
Норма права — правило, которым следует руководствоваться в процессе решения вопросов, по поводу которых возникло отношение. По характеру воздействия на участников отношений норма может быть императивной, то есть обязывающей или запрещающей совершать какие-либо действия, и диспозитивной, то есть управомочивающей (разрешающей) участников отношений совершать действия по своему усмотрению или по взаимной договоренности.
Субъекты правоотношений — участники земельных отношений. Состав участников определен ст. 5 ЗК РФ. Ими могут быть граждане, юридические лица, Российская Федерация, субъекты Российской Федерации, муниципальные образования.
В соответствии со ст. ст. 124—125 ГК РФ Российская Федерация, субъекты Российской Федерации, а также городские, сельские поселения и другие муниципальные образования выступают в имущественных отношениях на равных началах с иными участниками этих отношений — гражданами и юридическими лицами. От имени Российской Федерации и субъектов Российской Федерации могут своими действиями приобретать и осуществлять имущественные права и обязанности органы государственной власти, от имени муниципальных образований — органы местного самоуправления.
Федеральным законом от 6 октября 2003 г. N 131-ФЗ «Об общих принципах организации местного самоуправления в Российской Федерации» установлено, что муниципальное образование — это городское или сельское поселение, муниципальный район, городской округ либо внутригородская территория города федерального значения.
Под сельским поселением понимается один или несколько объединенных общей территорией сельских населенных пунктов (поселков, сел, станиц, деревень, хуторов, кишлаков, аулов и других сельских населенных пунктов), в которых местное самоуправление осуществляется населением непосредственно и (или) через выборные и иные органы местного самоуправления.
Городское поселение — это город или поселок, в которых местное самоуправление осуществляется населением непосредственно и (или) через выборные и иные органы местного самоуправления.
Муниципальный район — несколько поселений или поселений и межселенных территорий, объединенных общей территорией, в границах которой местное самоуправление осуществляется в целях решения вопросов местного значения межпоселенческого характера населением непосредственно и (или) через выборные и иные органы местного самоуправления, которые могут осуществлять отдельные государственные полномочия, передаваемые органам местного самоуправления федеральными законами и законами субъектов Российской Федерации.
Городской округ — городское поселение, которое не входит в состав муниципального района и органы местного самоуправления которого осуществляют полномочия по решению вопросов местного значения поселения и вопросов местного значения муниципального района, а также могут осуществлять отдельные государственные полномочия, передаваемые органам местного самоуправления федеральными законами и законами субъектов Российской Федерации.
Внутригородская территория города федерального значения — часть территории города федерального значения, в границах которой местное самоуправление осуществляется населением непосредственно и (или) через выборные и иные органы местного самоуправления
 Законом города Москвы от 15 октября 2003 г. N 59 установлены наименования и границы 125 внутригородских муниципальных образований в городе Москве.
С точки зрения земельного права подобная двухзвенная структура муниципальных образований (городские округа и муниципальные районы — в качестве муниципальных образований первого звена, а также городские и сельские поселения, входящие в состав муниципальных районов, — в качестве муниципальных образований второго звена) имеет важное практическое значение при рассмотрении вопросов, связанных с определением уровня органа, уполномоченного принимать решение, например о распоряжении земельными участками, государственная собственность на которые не разграничена, решение об изменении одного вида разрешенного использования земельного участка на другой и т. п.
В качестве субъектов земельных отношений могут выступать и иностранные граждане, и юридические лица, а также лица без гражданства. Однако их права на приобретение земельных участков в собственность определяются в соответствии со специальными нормами Земельного кодекса РФ, иными федеральными законами и могут быть ограничены.
 Так, например, п. 3 ст. 15 ЗК РФ установлено, что иностранные граждане, лица без гражданства и иностранные юридические лица не могут обладать на праве собственности земельными участками, находящимися на приграничных территориях, перечень которых устанавливается Президентом Российской Федерации, и на иных установленных особо территориях Российской Федерации в соответствии с федеральными законами.
Исходя из того что в настоящее время перечень приграничных территорий не установлен, в соответствии с п. 5 ст. 3 Федерального закона от 25 октября 2001 г. N 137-ФЗ «О введении в действие Земельного кодекса Российской Федерации» не допускается предоставление земельных участков, расположенных на указанных территориях, в собственность иностранным гражданам, лицам без гражданства и иностранным юридическим лицам.
Следует отдельно отметить, что иностранные государства не рассматриваются российским земельным законодательством в качестве субъектов земельных отношений. Однако в соответствии с Венской конвенцией о дипломатических сношениях от 18 апреля 1961 г. на государство пребывания возложена обязанность оказать содействие аккредитующему государству в приобретении на своей территории, согласно своим законам, помещений, необходимых для его представительства. Данное положение международного публичного права можно проиллюстрировать не только международными правовыми актами, но и российскими.
 Распоряжением Правительства РФ от 2 октября 2006 г. N 1361-р предусматривается предоставление Германской стороне в аренду на 99 лет для использования Посольством Федеративной Республики Германия в Российской Федерации здания и строений, а также занятого ими земельного участка с установлением арендной платы за пользование этой недвижимостью в размере 1 рубль (один рубль) в год.
Существует и обратная практика приобретения в собственность Российской Федерацией земельных участков на территории ряда зарубежных стран при открытии в иностранном государстве посольств или консульских учреждений. При этом от имени Российской Федерации правами владения, пользования и распоряжения собственностью Российской Федерации, находящейся за рубежом, обладают Правительство Российской Федерации или федеральный орган исполнительной власти, в компетенции которого находятся полномочия на осуществление функций управления и распоряжения государственным имуществом.

## Участники земельных отношений
1.Участниками земельных отношений являются граждане, юридические лица, Российская Федерация, субъекты Российской Федерации, муниципальные образования.
2. Права иностранных граждан, лиц без гражданства и иностранных юридических лиц на приобретение в собственность земельных участков, определяются в соответствии с Земельным Кодексом, федеральными законами.
3. Для целей Земельного Кодекса используются следующие понятия и определения:
- собственники земельных участков — лица, являющиеся собственниками земельных участков;
- землепользователи — лица, владеющие и пользующиеся земельными участками на праве постоянного (бессрочного) пользования или на праве безвозмездного срочного пользования;
- землевладельцы — лица, владеющие и пользующиеся земельными участками на праве пожизненного наследуемого владения;
- арендаторы земельных участков — лица, владеющие и пользующиеся земельными участками по договору аренды, договору субаренды;
- обладатели сервитута — лица, имеющие право ограниченного пользования чужими земельными участками (сервитут).